# Nuoto ai campionati mondiali di nuoto 2013 - 800 metri stile libero maschili
Le batterie si sono svolte la mattina del 30 luglio 2013, mentre la finale si è svolta la sera del 31 luglio 2013.

## Medaglie
| Posizione | Atleta          | Paese       |
| --------- | --------------- | ----------- |
| Oro       | Sun Yang        | Cina        |
| Argento   | Michael McBroom | Stati Uniti |
| Bronzo    | Ryan Cochrane   | Canada      |

## Record
Prima della manifestazione il record del mondo (WR) e il record dei campionati (CR) erano i seguenti.
| Record mondiale       | 7'32"12 | Zhang Lin Cina | 29 luglio 2009 Roma, Italia |
| Record dei campionati | 7'32"12 | Zhang Lin Cina | 29 luglio 2009 Roma, Italia |

Nel corso della competizione non sono stati migliorati record.

## Risultati

### Batterie
| Pos. | Batteria | Corsia | Atleta               | Nazionalità   | Tempo   | Note |
| ---- | -------- | ------ | -------------------- | ------------- | ------- | ---- |
| 1    | 2        | 4      | Connor Jaeger        | Stati Uniti   | 7'49"28 | Q    |
| 2    | 3        | 4      | Sun Yang             | Cina          | 7'49"37 | Q    |
| 3    | 4        | 4      | Ryan Cochrane        | Canada        | 7'49"58 | Q    |
| 4    | 4        | 5      | Michael McBroom      | Stati Uniti   | 7'50"62 | Q    |
| 5    | 3        | 3      | Oussama Mellouli     | Tunisia       | 7'50"77 | Q    |
| 6    | 2        | 8      | Pál Joensen          | Fær Øer       | 7'50"81 | Q    |
| 7    | 3        | 5      | Gregorio Paltrinieri | Italia        | 7'52"33 | Q    |
| 8    | 4        | 6      | Jordan Harrison      | Australia     | 7'52"55 | Q    |
| 9    | 3        | 8      | Matias Koski         | Finlandia     | 7'54"70 |      |
| 10   | 3        | 2      | Filip Zaborowski     | Polonia       | 7'55"65 |      |
| 11   | 2        | 5      | Gabriele Detti       | Italia        | 7'56"15 |      |
| 12   | 4        | 3      | Daniel Fogg          | Regno Unito   | 7'56"62 |      |
| 13   | 4        | 2      | Sören Meissner       | Germania      | 7'56"64 |      |
| 14   | 3        | 6      | Ayatsugu Hirai       | Giappone      | 7'56"69 |      |
| 15   | 3        | 1      | Marc Sánchez         | Spagna        | 7'57"64 |      |
| 16   | 4        | 7      | Devon Myles Brown    | Sudafrica     | 7'57"69 |      |
| 17   | 4        | 1      | Damien Joly          | Francia       | 7'57"79 |      |
| 18   | 2        | 3      | Serhiy Frolov        | Ucraina       | 7'58"70 |      |
| 19   | 4        | 0      | Richárd Nagy         | Slovacchia    | 7'59"69 |      |
| 20   | 3        | 7      | Martin Grodzki       | Germania      | 8'00"36 |      |
| 21   | 2        | 7      | Pawel Furtek         | Polonia       | 8'00"56 |      |
| 22   | 2        | 6      | Gergő Kis            | Ungheria      | 8'00"92 |      |
| 23   | 2        | 1      | David Brandl         | Austria       | 8'05"45 |      |
| 24   | 3        | 9      | Uladzimir Zhyharau   | Bielorussia   | 8'05"51 |      |
| 25   | 2        | 0      | Anton Sveinn McKee   | Islanda       | 8'08"71 |      |
| 26   | 4        | 8      | Ahmed Akaram         | Egitto        | 8'08"73 |      |
| 27   | 4        | 9      | Alejandro Gómez      | Venezuela     | 8'09"04 |      |
| 28   | 3        | 0      | Arturo Pérez Vertti  | Messico       | 8'09"23 |      |
| 29   | 1        | 5      | Marcelo Acosta       | El Salvador   | 8'17"39 |      |
| 30   | 1        | 4      | Jang Sang-Jin        | Corea del Sud | 8'18"51 |      |
| 31   | 2        | 2      | Martin Naidich       | Argentina     | 8'20"53 |      |
| 32   | 2        | 9      | Nezir Karap          | Turchia       | 8'21"31 |      |
| 33   | 1        | 3      | Khader Baqleh        | Giordania     | 8'43"13 |      |
| 34   | 1        | 6      | Brandon Schuster     | Samoa         | 9'27"45 |      |

### Finale
| Pos" | Corsia | Atleta               | Nazionalità | Tempo   | Note |
| ---- | ------ | -------------------- | ----------- | ------- | ---- |
|      | 5      | Sun Yang             | Cina        | 7'41"36 |      |
|      | 6      | Michael McBroom      | Stati Uniti | 7'43"60 |      |
|      | 3      | Ryan Cochrane        | Canada      | 7'43"70 |      |
| 4    | 4      | Connor Jaeger        | Stati Uniti | 7'44"26 |      |
| 5    | 8      | Jordan Harrison      | Australia   | 7'47"38 |      |
| 6    | 1      | Gregorio Paltrinieri | Italia      | 7'50"29 |      |
| 7    | 7      | Pál Joensen          | Fær Øer     | 7'52"57 |      |
| 8    | 2      | Oussama Mellouli     | Tunisia     | 7'52"79 |      |